# Feats Don't Fail Me Now
Feats Don't Fail Me Now är ett musikalbum av den amerikanska rockgruppen Little Feat som utgavs 1974 av skivbolaget Warner Bros. Records. Det var gruppens fjärde studioalbum och var ett mer demokratiskt album än det föregående Dixie Chicken som dominerades av Lowell George, både låtskrivar- och sångmässigt. Skivan nådde plats 36 på amerikanska Billboard 200-listan, vilket var deras dittills bästa placering.

## Låtlista
(upphovsman inom parentes)
1. "Rock & Roll Doctor" (Lowell George, Martin Kibbee) – 2:57
2. "Oh Atlanta" (Bill Payne) – 3:26
3. "Skin it Back" (Paul Barrère) – 4:11
4. "Down the Road" (George) – 3:46
5. "Spanish Moon" (George) – 3:01
6. "Feats Don't Fail Me Now" (Barrère, George, Martin Kibbee) – 2:27
7. "The Fan" (George, Payne) – 4:30
8. "Medley: Cold Cold Cold/Tripe Face Boogie" (George/Richie Hayward, Payne) – 10:00